# Regina van Dinther

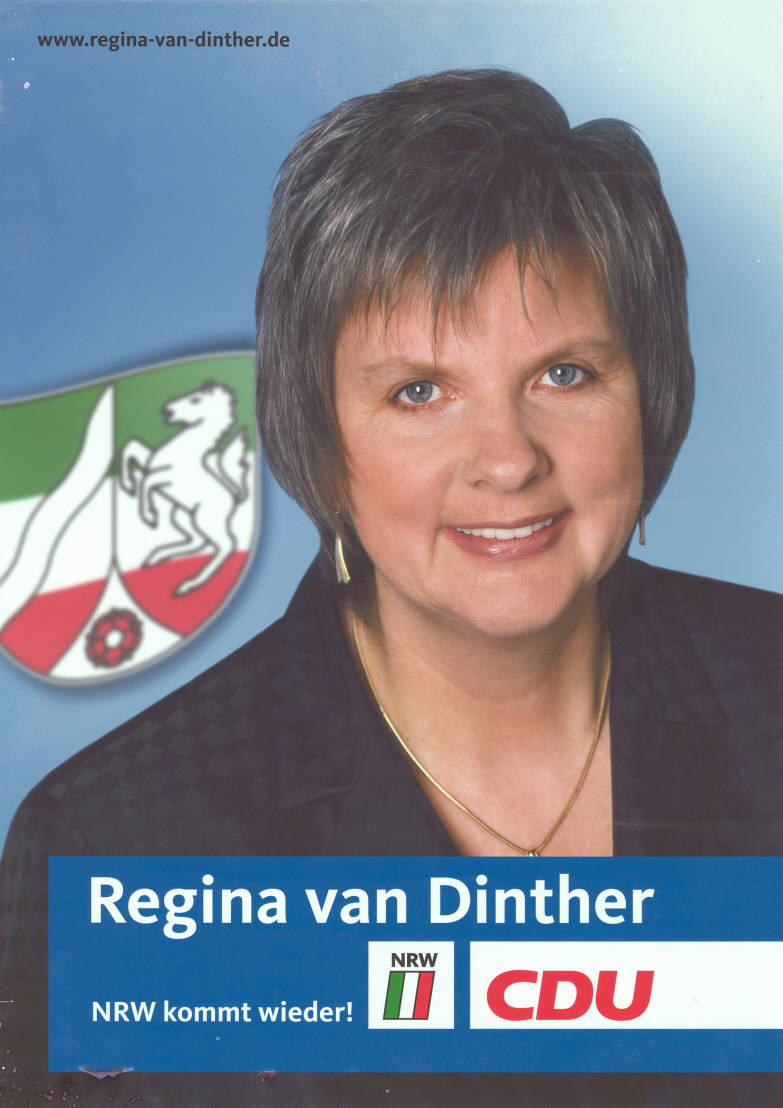
Regina van Dinther auf einem Wahlplakat zur Landtagswahl 2005

Regina van Dinther (* 15. Mai 1958 in Wengern (Westfalen) als Regina Nowak) ist eine deutsche Politikerin (CDU). Sie war von 2005 bis zum 9. Juni 2010 Präsidentin des 14. Landtages von Nordrhein-Westfalen. Mit Ablauf der von ihr geleiteten konstituierenden Sitzung des 15. Landtags legte sie ihr Amt nieder. Obwohl sie in der 15. Legislaturperiode zunächst nicht in den Landtag gewählt worden war, wäre sie bis zur Wahl eines neuen Präsidiums Landtagspräsidentin des 15. Landtages geblieben.

## Leben
Regina van Dinther ist verwitwet und hat zwei Kinder. Als ausgebildete Diplomingenieurin für Bekleidungstechnik arbeitete sie von 1980 bis 1990 in der Bekleidungsindustrie, von 1991 bis 2002 als selbstständige Bekleidungsingenieurin.
Sie lebt in Hattingen an der Ruhr.

## Politik
Sie gehörte dem nordrhein-westfälischen Landtag seit dem 31. Mai 1990 an. In der 11. bis 13. Wahlperiode des Landtages war sie frauenpolitische Sprecherin, seit der 12. Wahlperiode auch stellvertretende Vorsitzende der CDU-Fraktion. Am 13. März 1999 wurde sie zur Landesvorsitzenden der Frauen-Union Nordrhein-Westfalen gewählt. Da sie das Direktmandat im Landtagswahlkreis Ennepe-Ruhr-Kreis I (Hattingen, Schwelm, Sprockhövel, Wetter) verfehlt hatte, hatte sie nach der Landtagswahl in Nordrhein-Westfalen 2005 zunächst den Wiedereinzug verfehlt. Durch den Verzicht des CDU-Abgeordneten Günter Kozlowski auf sein Direktmandat konnte sie jedoch noch vor der Konstituierung über die Landesliste nachrücken.
Im Januar 2010 wurde bekannt, dass van Dinther für zwei Sitzungen des Regionalbeirats NRW der RAG im Jahr 2009 insgesamt 30.000 Euro Sitzungsgelder erhalten hatte. Die Landesregierung hatte die gezahlten Honorare zunächst sehr viel niedriger angegeben. Auch van Dinthers Stellvertreter Edgar Moron sowie der Landtagsabgeordnete Josef Hovenjürgen erhielten ähnlich hohe Vergütungen. Derartige Nebentätigkeiten und deren Vergütung sind nicht verboten, dennoch besteht bei hohen Bezahlungen für geringe Leistungen der Verdacht auf Befangenheit. Deshalb beauftragte die Präsidentin des Landtags unabhängige Gutachter und setzte, zusammen mit Edgar Moron und Josef Hovenjürgen, die Annahme der laufenden Beiratsvergütungen vorläufig aus. Erhaltene Zahlungen leitete sie als Spende an die Evangelische Stiftung Volmarstein weiter.
Ebenfalls im Januar 2010 wurde bekannt, dass van Dinther über zwölf Jahre keine Mitgliedsbeiträge an die CDU entrichtet hatte.
Sie zog nach der Landtagswahl in Nordrhein-Westfalen 2010 zunächst nicht in den neuen Landtag ein, weil infolge des schlechten CDU-Ergebnisses die CDU-Landesliste „nicht zog“. Sie hätte das Amt der Landtagspräsidentin dennoch bis zur Wahl eines neuen Präsidiums kommissarisch weitergeführt, trat allerdings nach der konstituierenden Sitzung des 15. Landtages (auf der noch kein neuer Präsident gewählt wurde) zurück (siehe unten).
Regina van Dinther war nach Ingeborg Friebe die zweite Frau und seit 1980 erstes CDU-Mitglied an der Spitze des Düsseldorfer Landtages.
Am 10. November 2010 gab der Landtagsabgeordnete Andreas Krautscheid bekannt, sein Mandat niederzulegen. Am 28. Februar 2011 zog daher Regina van Dinther über die Reserveliste wieder in den Landtag ein.

## Rücktritt
Van Dinther hatte die hohen von der RAG gezahlten Vergütungen 2010 selbst als Fehler bezeichnet. Sie bedaure, die Öffentlichkeit nicht früher über die Zahlungen informiert zu haben. Auch der Bund der Steuerzahler und Staatsrechtler hatten die hohen Zahlungen gerügt.
Nach öffentlicher Kritik hatte die RAG den Stopp der hohen Vergütungen angekündigt. Künftig soll es nur noch ein Sitzungsgeld von 200 Euro geben. Van Dinther und Moron hatten den Empfang der hohen Vergütungen zunächst verteidigt, dann aber mitgeteilt, sie hätten das Geld ganz oder teilweise gespendet.
Seit Bekanntwerden der Vorwürfe war van Dinther kaum noch öffentlich aufgetreten.
Ein vom Landtag beim Verwaltungsrechtler Bodo Pieroth (Münster) in Auftrag gegebenes Gutachten kommt nach Informationen der Rheinischen Post zu dem Befund, dass dieses Geld dem Landtag zurückgezahlt werden muss. Es handle sich um ein „arbeitsloses Einkommen“ (Geld, für das keine ausreichende Gegenleistung erbracht wurde). Dieses Gutachten wurde am 7. Juni 2010 öffentlich bekannt.
Am 8. Juni gab es erste Gerüchte, dass van Dinther ihr Amt als Landtagspräsidentin nach der konstituierenden Sitzung des 15. Landtages niederlegen werde. Mit dem Ablauf des 9. Juni 2010 legte van Dinther das Amt der Landtagspräsidentin nieder. Als Begründung führte sie aus, dass sie nur bis zur konstituierenden Sitzung gewählt worden sei. Ihr Vizepräsident Edgar Moron und die weiteren Stellvertreter blieben weiter im Landtagspräsidium.

## Weitere Funktionen
- Mitglied im Kuratorium der Evangelischen Stiftung Volmarstein
- Mitglied im Vorstand der Karl Arnold Stiftung
- Mitglied im Verwaltungsrat des Freizeitzentrums Kemnade, Witten
- Stellvertretende Vorsitzende von „donum vitae e. V.“ Hattingen
- Mitglied im Kuratorium des St. Patrokli Dombauverein, Soest
- Mitglied des Beirats des Grenzenlos e. V., Düsseldorf
- Mitglied im Kuratorium der Stiftung Zentrum für Türkeistudien und Integrationsforschung
- Vorsitzende des Chorverbands Nordrhein-Westfalen